# Johann Friedrich Dieffenbach
Johann Friedrich Dieffenbach, född 1 februari 1794 i Königsberg (nuvarande Kaliningrad), död 11 november 1847 i Berlin, var en tysk kirurg.
Dieffenbach var professor i kirurgi vid Berlins universitet. Han medverkade genom åtskilliga  uppfinningar till höjning av kirurgin, särskilt vad gäller autologa transplantationer.